# Pavetta geoffrayi
Pavetta geoffrayi är en måreväxtart som beskrevs av Cornelis Eliza Bertus Bremekamp. Pavetta geoffrayi ingår i släktet Pavetta och familjen måreväxter. Inga underarter finns listade i Catalogue of Life.